# Orinoco
Orinoco är en 2 740 kilometer lång flod i Venezuela. Den är Sydamerikas tredje längsta flod, efter Amazonfloden och Paraná.

## Geografi
Orinoco rinner upp i Parimabergen i sydöstra delen av Venezuela, nära gränsen till Brasilien. Dess lopp bildar en stor C-formad båge, där den först rinner åt väster, sedan åt norr och därefter österut genom slättområdet Llanos. Floden mynnar ut i Atlanten i östra delen av landet, där den bildar ett stort delta. Medelvattenföringen genom deltat är cirka 14 000 m³/s.
Dess avrinningsområde, ibland kallat Orinoquia, utgör ett område på 944 000 km², varav 76,3 ligger i Venezuela och resten i Colombia. Gränsen mellan Orinocos och Amazonflodens avrinningsområden bildar också gräns mellan Brasilien och Venezuela, utom längst i väster.

## Betydelse
Orinoco och dess bifloder utgör ett viktigt transportsystem för östra och inre Venezuela samt llanos i Colombia. Floden har dessutom förbindelse med Rio Negro (en biflod till Amazonfloden) genom bifurkationen Casiquiare.
Området är mycket rikt på olja och det finns i ett stort bälte av oljesand, kallat Orinocobältet, i den södra delen det östliga flodbäckenet.

## Källhänvisningar
1. 1 2 3 4  Forsman, Arne: Orinoco i Nationalencyklopedins nätupplaga. Läst 5 mars 2015.